# كريل صعب
ايفوزي صعب أو كريل صعب (الاسم العلمي:Nematoscelis difficilis) هو نوع من الحيوانات البحرية يتبع جنس ايفوزي خيطي القدم من فصيلة الايفوزية.